# アレン・アンド・オーヴェリー

ロゴ

アレン・アンド・オーヴェリー（Allen & Overy）は、ロンドンに拠点を置く、イギリスの法律事務所。主要31都市にオフィスを擁し、約5000人のスタッフからなる。
東京オフィスは、六本木ヒルズ森タワーにある（東京都港区）。